# Рольф-Генріх Гопман
Рольф-Генріх Гопман (нім. Rolf-Heinrich Hopman; 26 березня 1906, Кіль — 1 листопада 1943, Атлантичний океан) — німецький офіцер-підводник, фрегаттен-капітан крігсмаріне. Кавалер Німецького хреста в золоті.

## Біографія
1 квітня 1926 року вступив на флот. З 17 вересня 1941 року — командир підводного човна U-405, на якому здійснив 8 походів (разом 218 днів у морі). 1 листопада 1943 року U-405 був потоплений у Північній Атлантиці північніше Азорських островів (49°00′ пн. ш. 31°14′ зх. д.) глибинними бомбами, тараном та вогнем стрілецької зброї з американського есмінця «Борі». Всі 49 членів екіпажу загинули.
Всього за час бойових дій потопив 5 суден загальною водотоннажністю 12 202 тонни.
| Дата           | Назва корабля         | Тип               | Тоннаж | Вантаж | Екіпаж | Загинули | Країна             | Конвой |
| -------------- | --------------------- | ----------------- | ------ | --- | ------ | -------- | ------------------ | ------ |
| 28 лютого 1943 | РПТ-1 (вантаж)        | Торпедний катер   | 35     | |        |          | СРСР               | HX-227 |
| 28 лютого 1943 | РПТ-3 (вантаж)        | Торпедний катер   | 35     | |        |          | СРСР               | HX-227 |
| 28 лютого 1943 | Wade Hampton          | Торговий пароплав | 7,176  | 8000 тон генеральних вантажів, у тому числі боєприпаси, озброєння, продукти харчування та палубний вантаж (транспортне обладнання і 2 торпедні катери) | 75     | 8        | США                | HX-227 |
| 9 березня 1943 | Bonneville            | Торговий теплохід | 4,665  | 7196 тонн генеральних вантажів, вибухівки та десантний катер як палубний вантаж                                                                        | 43     | 36       | Норвегія           | SC-121 |
| 9 березня 1943 | HMS LCT-2341 (вантаж) | Десантний катер   | 291    | |        |          | Британська імперія | SC-121 |

## Звання
- Кандидат в офіцери (1 квітня 1926)
- Морський кадет (26 жовтня 1926)
- Фенріх-цур-зее (1 квітня 1928)
- Оберфенріх-цур-зее (1 червня 1930)
- Лейтенант-цур-зее (1 жовтня 1930)
- Оберлейтенант-цур-зее (1 жовтня 1932)
- Капітан-лейтенант (1 квітня 1936)
- Корветтен-капітан (1 листопада 1940)
- Фрегаттен-капітан (1 листопада 1943)

## Нагороди
- Медаль «За вислугу років у Вермахті» 4-го і 3-го класу (12 років)
- Залізний хрест 2-го і 1-го класу
- Нагрудний знак підводника
- Нарвікський щит
- Німецький хрест в золоті (5 січня 1944, посмертно)